# Ольмеділья-де-Аларкон
Ольмеділья-де-Аларкон (ісп. Olmedilla de Alarcón) — муніципалітет в Іспанії, у складі автономної спільноти Кастилія-Ла-Манча, у провінції Куенка. Населення — 154 особи (2010).
Муніципалітет розташований на відстані близько 160 км на південний схід від Мадрида, 50 км на південь від Куенки.
На території муніципалітету розташовані такі населені пункти: (дані про населення за 2010 рік)
- Ібердрола С.А.: 4 особи
- Ольмеділья-де-Аларкон: 150 осіб

## Демографія
Динаміка населення (INE ):